# مارتن بوسر
مارتن بوسر (بالألمانية: Martin Bucer) هو مصلح بروتستانتي ألماني ولد في يوم 11 نوفمبر 1491 في سيليستات قرب مدينة ستراسبورغ في الإمبراطورية الرومانية المقدسة، بدأ كراهب دومينيكاني، تم تأثر بتعاليم مارتن لوثر وجان كالفن بعد أن تعرف على مارتن لوثر شخصياً في سنة 1518، دعمت إصلاحاته هو ولوثر من قبل الفارس الألماني فرانز فون سيكينجن، تركزت تعاليم بوسر على إصلاح كنيسة ويسيمبورغ مما أودى إلى حرمانه الكنسي من الكنيسة الرومانية الكاثوليكية، فهرب نحو ستراسبورغ وهناك إنضم مع مصلحين مثل ماتهاوس زيل وفولفغانغ كابيتو وكاسبار هيديو، وأصبح الوسيط بين كل من مارتن لوثر والمصلح هولدريخ زوينكلي بعد أن إختلفا حول سر الفخارستيا بعد ذلك أصبح مقرباً من المصلح فيليب ملانكتون بعد تلاقيهم حول الكثير من الأفكار. أمن بوسر بأن الكاثوليك في الإمبراطورية الرومانية المقدسة يمكن إقناعهم لينضموا إلى الإصلاح، ومن خلال عدة مجامع كنسية عقدت بأمر الإمبراطور تشارلز الخامس حاول توحيد البروتستانت والكاثوليك من خلال إنشاء كنيسة واحدة للألمان تفصلهم عن روما. لكن بدلاً من ذلك أودى الإصلاح في النهاية إلى اندلاع حرب شمالكالدية بين الإمارات الألمانية، في سنة 1548 أجبر بوسر تحت الإكراه على توقيع إعلان أوغسبورغ وألذي فرض أشكال العبادة الكاثوليكية. لكنه مع هذا استمر بنشاطه الإصلاحي مما أودى به في النهاية لترك بلاده والهجرة نحو إنجلترا بدعوى هناك من الملك هنري الثامن والمصلح الإنجليزي توماس كرانمر في سنة 1549، حيث توفي هناك في يوم 28 فبراير 1551.

## روابط خارجية
- مارتن بوسر على موقع الموسوعة البريطانية (الإنجليزية)
- مارتن بوسر على موقع إن إن دي بي (الإنجليزية)